# Championnats d'Afrique de plongeon 2023
Navigation
Édition précédente
Les Championnats d'Afrique de plongeon 2023, deuxième édition des Championnats d'Afrique de plongeon, se déroulent du 18 au 20 décembre 2023 à Durban en Afrique du Sud.
La compétition qualificative pour les Jeux olympiques de Paris est dominée par l'Égypte.
Les épreuves de tremplin à 3 mètres sont remportées par Mohamed Farouk pour les hommes et Maha Amer chez les femmes. Ramez Diaa Sabry remporte l'épreuve de haut vol à 10 mètres chez les hommes tandis que Malak Tawfik s'impose chez les femmes. Les épreuves en synchronisé sont aussi toutes remportées par l'Égypte.

## Podiums

### Femmes
| Épreuves                   | Or                                | Argent              | Bronze                   |
| -------------------------- | --------------------------------- | ------------------- | ------------------------ |
| Tremplin de 3 m            | Maha Amer (EGY)                   | Bailey Heydra (RSA) | Zalika Methula (d) (RSA) |
| Haut vol à 10 m            | Malak Tawfik (d) (EGY)            |                     |                          |
| Tremplin synchronisé à 3 m | Égypte Maha Amer Malak Tawfik (d) |                     |                          |

### Hommes
| Épreuves                   | Or                                     | Argent                 | Bronze      |
| -------------------------- | -------------------------------------- | ---------------------- | ----------- |
| Tremplin de 3 m            | Mohamed Farouk (EGY)                   | Ramez Diaa Sabry (EGY) | ????? (RSA) |
| Haut vol à 10 m            | Ramez Diaa Sabry (EGY)                 | ????? (RSA)            | ????? (RSA) |
| Tremplin synchronisé à 3 m | Égypte Mohamed Farouk Ramez Diaa Sabry |                        |             |

### Mixte
| Épreuves                   | Or                              | Argent | Bronze |
| -------------------------- | ------------------------------- | ------ | ------ |
| Tremplin synchronisé à 3 m | Égypte Maha Amer Mohamed Farouk |        |        |